# Erwin Czerwenka

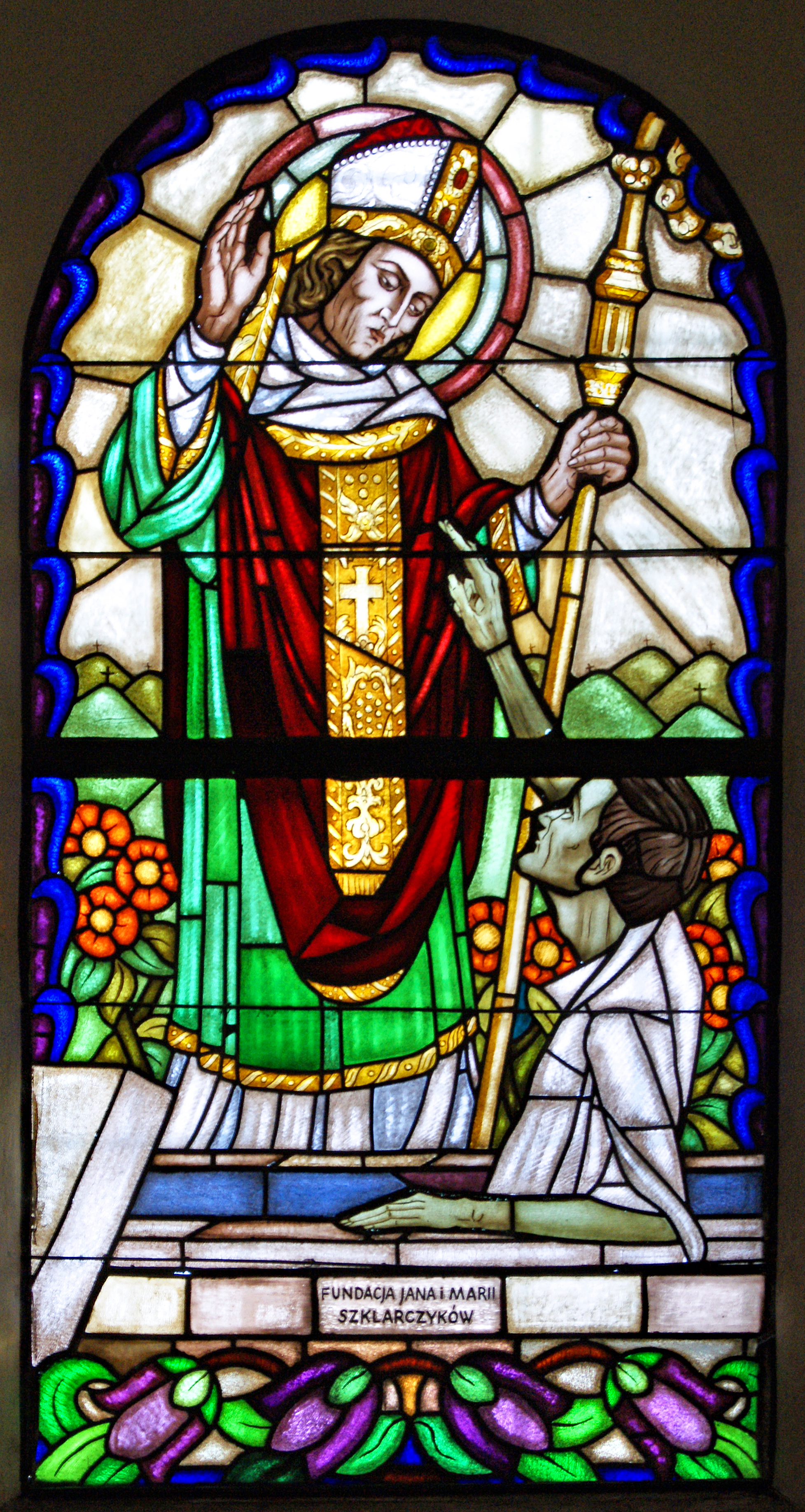
Witraż „Św. Stanisław wskrzeszający Piotrowina”, projektu Erwina Czerwenki, z ok. 1940 roku.
Kościół św. Judy Tadeusza w krakowskich Czyżynach

Franciszek Erwin Czerwenka (ur. 5 maja 1887 w Jabłonicy, zm. 6 stycznia 1970 w Krakowie) – polski artysta malarz i pedagog.

## Życiorys
Urodził się w rodzinie Wiktora Emanuela (1859–1904) i Victorii Ottilii z d. Kerth (ur. 1864). W 1890 rodzina przeniosła się do Stanisławowa, gdzie urodziła się siostra Emilia (1890–1944), późniejsza pierwsza żona kolegi Erwina ze Stanisławowa i ze studiów w Krakowie, artysty malarza Erwina Elstera. W okresie 1905/1906 studiował geometrię wykreślną w Szkole Politechnicznej we Lwowie, a w latach 1906–1910 na Akademii Sztuk Pięknych w Krakowie. Był uczniem Leona Wyczółkowskiego, Teodora Axentowicza, Józefa Unierzyskiego i Wojciecha Weissa. Ukończył akademię z wynikiem celującym i najwyższym odznaczeniem (srebrny medal).
W latach 1913–1929 uczył rysunku oraz geometrii wykreślnej w krakowskich gimnazjach Św. Jacka oraz Św. Anny), gdzie miał pracownię malarską. W czasie I wojny światowej w 1914 został powołany na stanowisko nauczyciela rysunku w żeńskiej szkole Eugenii Schwarzwald w Wiedniu, w 1915 wrócił na stałe do Krakowa wskutek zlecenia (offene ordre) pracy w krakowskim gimnazjum Św. Anny, gdzie uczył do 1929.
Był członkiem Związku Polskich Artystów Plastyków nieprzerwanie od założenia w 1911, gdzie od 1920 był członkiem zarządu (był kilkakrotnie wiceprezesem - np. wybrany w 1923, sekretarzem, skarbnikiem, członkiem komisji weryfikacyjnej, komisji regulaminowej sekcji malarskiej, zastępcą Koła Ligi Morskiej). Był założycielem i przewodniczącym Kasy Samopomocy Koleżeńskiej.
Tworzył przede wszystkim pejzaże i portrety, projektował witraże i meble.
Autor również utrzymanych w stylu socrealizmu obrazów Murarze na budowie Nowej Huty oraz Nowa Huta (portret murarza Piotra Ożańskiego, 1950).
Pierwsze prace Czerwenka zaprezentował na Ogólnopolskiej Wystawie Grunwaldzkiej we Lwowie w 1910, w Czerniowcach w 1911, w Krakowie na wspólnej wystawie jego i Zofii Stryjeńskiej (1928), wystawach w TPSP (1921, 1929, 1934, 1937, 1945/1946, 1947, 1948, 1949, 1950, 1951, 1952, 1953, 1956, 1958, 1959), wystawie „Wojciech Weiss i jego uczniowie” (TPSP 1934), w Katowicach w 1931 r., w Warszawie na wystawie TZSP wraz z pracami „Grupy Czterech”. Aranżuje pawilon miast górnośląskich na Powszechnej Wystawie Krajowej w Poznaniu, za co otrzymał Złoty Medal.
Jego obrazy znajdują się w zbiorach Muzeum Narodowego w Krakowie.
Był mężem Marii z Wąsowiczów (1893–1979).
Zmarł w Krakowie. Pochowany na cmentarzu Rakowickim (kwatera XXVA-18-1).

## Ordery i odznaczenia
- Złoty Krzyż Zasługi (22 marca 1939)[14]
- Medal Dziesięciolecia Odzyskanej Niepodległości (1928)
- Medal 10 Rocznicy Wojny Niepodległościowej (Łotwa)

## Nagrody
- Srebrny Medal ASP (1909)
- Złoty Medal za ekspozycję miast górnośląskich na Powszechnej Wystawie Krajowej w Poznaniu (1929)
- Nagroda TPSP za działalność artystyczną (1947)
- Nagroda Ministerstwa Kultury i Sztuki za pracę w prezydium Związku Artystów Plastyków (1959)